# Cassie Young
Cassie Young (Las Vegas, Nevada; 29 de junio de 1984) es una actriz pornográfica estadounidense.
Young empezó a aparecer en películas hardcore para adultos en septiembre de 2002, a los 18 años. En el 2007 tenía un contrato con Kick Ass Pictures. Para enero de 2007 fue elegida como la chica del mes para la portadas de Booble's Cover Girl of the Month.

## Premios
- 2007 Premios AVN nominada – Mejor Escena Sexual POV – How Do You Want Me?[4]